# افسانه (مجموعه تلویزیونی)
افسانه (به کره‌ای: 태왕사신기; لاتین‌نویسی اصلاح‌شده: Taewangsasingi) یک مجموعه تلویزیونی فانتزی تاریخی محصول کره جنوبی در سال ۲۰۰۷ با بازی به یونگ-جون، لی جی آه، مون سو ری و چوی مین سو است. این مجموعه به کارگردانی کیم جونگ هاک و نویسندگی سونگ جی نا است و از ۱۱ سپتامبر تا ۵ دسامبر ۲۰۰۷، روزهای چهارشنبه و پنجشنبه ساعت ۲۱:۵۵ (کی‌اس‌تی) از ام‌بی‌سی برای ۲۴ قسمت پخش شد. در این مجموعه عناصر اسطوره‌ای از چهار نماد به تصویر کشیده شده‌است و آن‌ها نگهبانان گوانگ‌گه‌تو نوزدهمین پادشاه گوگوریو هستند.

## خلاصه داستان
مدت‌ها پیش، قبیله‌ای که به ببر احترام می‌گذاشت و آتش را کنترل می‌کرد به نام هو جوک (قبیله ببر)، بر جهان حکومت می‌کرد. آنها همه اقوام را حذف و جذب کردند به جز قبیله‌ای که به خرس احترام می‌گذاشتند که اونگ جوک (قبیله خرس) نام داشت. قبیله ببر و قبیله خرس با هم جنگیدند و هوان وونگ طاقت دیدن کشته شدن این همه مردم را نداشت. او سه خدای طبیعت را آورد؛ پونگ بک (백호، ببر سفید)، وون‌سا (청룡، اژدهای لاجوردی) و ووسا (현무، مار لاک پشت).

## بازیگران
- به یونگ جون در نقش دامدوک (بعداً گوانگ‌گه‌تو بزرگ گوگوریو)
  - یو سونگ هو در نقش جوانی دامدوک
- لی جی آه در نقش سوجینی
  - شیم اون کیونگ در نقش جوانی سوجینی
- مون سو ری در نقش سو کیها
  - پارک اون-بین در نقش نوجوانی سو کیها
- اوه کوانگ-روک در نقش هیون گو
  - اوه سونگ یون در نقش جوانی هیون گو
- چوی مین-سو در نقش ده‌جانگ‌رو
- یون ته یونگ در نقش یون هوگه
  - کیم هو یونگ در نقش جوانی یون هوگه
- پارک سانگ وون در نقش یون گاریو
- لی فیلیپ در نقش چورو
  - لی هیون وو در نقش جوانی چورو
- پارک سونگ وونگ در نقش جوموچی
- پارک سونگ مین در نقش ساریانگ